# Список родов совок/Y
Список родов совок включает более 4000 родов бабочек семейства Noctuidae. Семейство включает большое число вредителей сельского и лесного хозяйства, некоторые имеют карантинное значение. Список состоит из научных латинских названий таксона, указанных рядом с ними имени учёного, впервые описавшего данный таксон, и года, в котором это произошло, а также типового вида на основании которого был выделен родовой таксон.
| Оглавление: A B C D E F G H I J K L M N O P Q R S T U V W X Y Z |

## Список таксонов
| Род         | Автор и год описания | Типовой вид                                     | Примечание                                                        |
| ----------- | -------------------- | ----------------------------------------------- | ----------------------------------------------------------------- |
| Yepcalphis  | Nye, 1975            | Yepcalphis dilectissima (Walker, 1858)          | [ 4 ] [ 5 ] [ 6 ]                                                 |
| Yerongponga | Lucas, 1901          | Yerongponga exequialis Lucas, 1901              | [ 5 ]                                                             |
| Yidalpta    | Nye, 1975            | Yidalpta flavagalis Guenée, 1854                | [ 5 ]                                                             |
| Yigoga      | Nye, 1975            | Yigoga signifera (Denis & Schiffermüller, 1775) | [ 7 ] [ 8 ]                                                       |
| Ypsia       | Guenee, 1852         |                                                 | Или синоним рода Zale Hübner, 1818                                |
| Ypsora      | Schaus, 1901         | Ypsora santaris Schaus, 1901                    | [ 5 ]                                                             |
| Yrias       | Guenée, 1852         |                                                 | Или синоним рода Metria Hübner, [1823]                            |
| Yula        | Bethune-Baker, 1906  | Yula novaeguineae Bethune-Baker, 1906           | Или как валидный род, или синоним рода Karana Bethune-Baker, 1906 |